# Kwangmyŏngsŏng 1
Kwangmyŏngsŏng 1 (hangeul : 광명성 1호, hanja : 光明星 1號, Étoile brillante 1 en français) est un satellite qui aurait été lancé par la Corée du Nord le 31 août 1998. Alors que le gouvernement nord-coréen a affirmé que le lancement a été un succès, aucun objet n'a jamais été repéré sur l'orbite du lancement, et hors Corée du Nord, il est considéré comme ayant été un échec. C'est le premier satellite à être lancé dans le cadre du programme Kwangmyŏngsŏng, également la première tentative de lancement par la Corée du Nord.
Il a été lancé à partir de la base Musudan-ri par une fusée Paektusan à 03:07 GMT le 31 août. Le 1er septembre 1998, la Korean Central News Agency a annoncé que le satellite avait été placé avec succès en orbite terrestre moyenne.
Le Kwangmyŏngsŏng 1, qui est un polyèdre à 72 faces, est semblable à Dong Fang Hong I, le premier satellite chinois. La masse du satellite n'est pas connue avec certitude, les estimations variant de 6 à 170 kg.